# Loi-cadre Defferre
Pour les articles homonymes, voir Defferre.
Lire en ligne

Loi n° 56-619 du 23 juin 1956 sur Légifrance

Loi no 48-1203 du 17 août 1948
La loi no 56-619 du 23 juin 1956, dite loi-cadre Defferre, autorise le gouvernement français à mettre en œuvre les réformes et à prendre les mesures propres à assurer l'évolution des territoires relevant du ministère de la France d'outre-mer. Elle est adoptée sur l'initiative de Gaston Defferre, alors ministre français de l'Outre-mer et maire de Marseille, et Félix Houphouët-Boigny, alors président de l'Assemblée nationale de Côte d'Ivoire et ministre délégué à la présidence du Conseil de la France.

## Présentation
On l'appelle « loi-cadre » puisqu'elle habilite le gouvernement français à statuer par décret dans un domaine réservé en principe à la loi.
Elle crée dans les territoires d'outre-mer des Conseils de gouvernement élus au suffrage universel, ce qui permet au pouvoir exécutif local d'être plus autonome vis-à-vis de la métropole. Elle crée aussi le collège électoral unique alors que jusque-là les habitants étaient répartis en deux collèges selon leur statut civil (de droit commun ou de droit local). Toutefois, le mode de scrutin reste défavorable aux habitants locaux selon une frange des responsables politiques. Léopold Senghor, par exemple, dénonce le caractère "balkanisateur" de cette loi, qui maintient la dispersion des territoires, et douche tous les espoirs panafricanistes ou simplement de réalisation de la communauté noire. 
Les auteurs du livre Kamerun ! notent : « Dans l’esprit de ses concepteurs, la loi-cadre Defferre est d'abord un dispositif visant à faire émerger dans chaque territoire des élites africaines dociles, susceptibles de devenir les agents et les défenseurs locaux des intérêts de la France. ».
La loi-cadre sera complétée par plusieurs décrets d'application concernant les territoires d'outre-mer. Le décret pour le territoire des Comores est publié le 22 juillet 1957. Elle ne s'applique pas à l'Algérie, qui relève du ministère de l'Intérieur ; le double collège, défavorable aux indigènes, y sera supprimé en 1958.